# Вила Формиконе I (Кјети)
Вила Формиконе I је насеље у Италији у округу Кјети, региону Абруцо.
Према процени из 2011. у насељу је живело 17 становника. Насеље се налази на надморској висини од 224 м.